# Hypognatha ituara
Hypognatha ituara là một loài nhện trong họ Araneidae.
Loài này thuộc chi Hypognatha. Hypognatha ituara được Herbert Walter Levi miêu tả năm 1996.